# Winter Rose (альбом)
Winter Rose — дебютный и единственный студийный альбом канадской глэм-метал-группы Winter Rose, выпущенный в 1989 году.

## Об альбоме
19 июня 1997 года альбом был переиздан лейблом Victor Records. В том же году вышло переиздание на немецком лейбле InsideOut Music.

## Список композиций
Все песни написаны Ричардом Чики и Джеймсом ЛаБри, кроме отмеченных.
1. «Asylum City» — 3:32
2. «I’ll Never Fall in Love Again» — 3:48 (Ричард Чики)
3. «Rough Boys» — 4:26
4. «Dianna» — 3:23 (Ричард Чики)
5. «One Last Time» — 4:09
6. «Never Let Me Go» — 3:58
7. «My Time» — 4:17
8. «Nothing but the Best» — 4:48
9. «Saved by Love» — 4:41 (Ричард Чики)
10. «Thrill of the Night» — 4:08

## Участники записи
- Джеймс ЛаБри — вокал
- Ричард Чики — гитара, бас-гитара
- Рэнди Кук — ударные
- Брюс Дайс — гитарное соло на «Rough Boys», срединные соло 1 и 3 на «I’ll Never Fall In Love Again»
- Роб Лэйдлоу — бас-гитара на «Asylum City» и «My Time»